# Kisszentlőrinc
Kisszentlőrinc (románul Lăureni, németül Sankt Lörinz) falu Romániában Maros megyében. Közigazgatásilag Nyárádszeredához tartozik.

## Fekvése
A falu Marosvásárhelytől 12 km-re keletre Marosszék geometriai közepén helyezkedik el a Kebelei-hágó közelében.

## Története
1332-ben említik először Sancto Laurentio alakban. A falu a tatárjárás során annyira elpusztult, hogy csak egyetlen lakosa
élte túl  a mészárlást. 1661-ben Ali basa pusztította el.
Elpusztult lakossága helyébe később románokat telepítettek.
1910-ben 283, többségében román lakosa volt, jelentős magyar 
kisebbséggel. A trianoni békeszerződésig Maros-Torda vármegye Nyárádszeredai járásához tartozott. 1992-ben 271 lakosából 166 román, 64 cigány és 41 magyar volt.

## Látnivalók
- Ortodox temploma a falu északi részén emelkedik.